# Tanyproctus portusus
Tanyproctus portusus är en skalbaggsart som beskrevs av Edmund Reitter 1902. Tanyproctus portusus ingår i släktet Tanyproctus och familjen Melolonthidae. Inga underarter finns listade i Catalogue of Life.